# Aswang (film)

Aswang est un film américain réalisé par Wrye Martin et Barry Poltermann, sorti en 1994.

## Synopsis
Katrina est une jeune femme enceinte sans le sou, qui se voit proposer une forte somme d'argent si elle accepte d'épouser un homme de bonne famille et mettre au monde son enfant dans la maison familiale. Une fois sur place, Katrina va rapidement découvrir qu'elle fait face à une race particulière de vampire appelée Aswang.

## Fiche technique
- Titre : Aswang
- Réalisation : Wrye Martin et Barry Poltermann
- Scénario : Wrye Martin et Barry Poltermann
- Production : Wrye Martin, Barry Poltermann, John Biesack, David Dahlman et Steve Farr
- Budget : 70 000 dollars (52 682 euros)
- Musique : Ken Brahmstedt
- Photographie : Jim Zabilla
- Montage : Barry Poltermann
- Direction artistique : Margot Czulewicz
- Pays d'origine : États-Unis
- Format : Couleurs - 1,66:1 - Stéréo - 16 mm
- Genre : Horreur
- Durée : 82 minutes
- Date de sortie : 1994 (États-Unis)

## Distribution
- Norman Moses : Peter Null
- Tina Ona Paukstelis : Katrina
- John Kishline : le docteur Harper
- Flora Coker : Olive Null
- Victor Delorenzo : le shérif
- Mildred Nierras : Cupid
- Jamie Jacobs Anderson : Claire Null
- Daniel Demarco : Paul
- John Garekis : l'avocat
- Lee Worrell : la petite fille
- Rosalie Seifert : Nancy

## Autour du film
- Le tournage s'est déroulé dans le Wisconsin.
- L'aswang est également une goule dans le folklore philippin.